# Felix Zwoch
Felix Zwoch (* 8. Oktober 1952 in Eutin; † 10. Februar 2014 in Berlin) war ein deutscher Architekturkritiker, Stadtplanungskritiker und Publizist.

## Leben

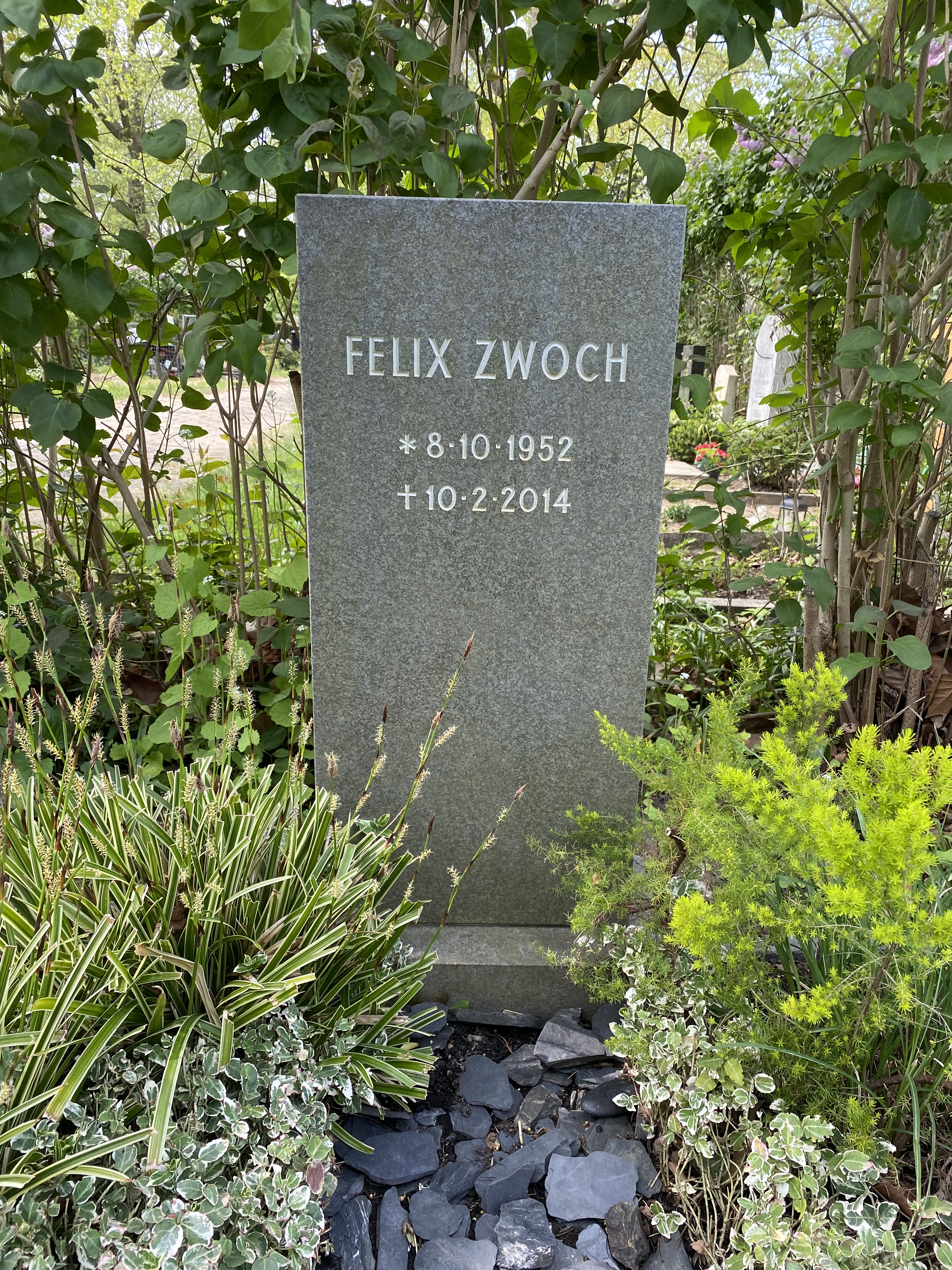
Grabstätte

Felix Zwoch, Sohn des Bibliothekars und Ministerialbeamten Dr. Gerhard Zwoch (1919–1983) und dessen Ehefrau Erika Zwoch, geb. Meyer, studierte Architektur und Städtebau an der RWTH Aachen und arbeitete zudem mit Nikolaus Kuhnert, Günther Uhlig und anderen bei Arch+ zusammen, einer Zeitschrift für theorieorientierte Architektur. 1978 beendete er sein Studium und wurde Assistent am Lehrstuhl für Städtebau an der Technischen Universität Braunschweig. Ab 1981 war er für Architekturzeitschrift Bauwelt tätig, später auch bei der Stadtbauwelt. 1990 wurde er stellvertretender Chefredakteur, von 2002 bis 2010 war er Chefredakteur der Bauwelt und Stadtbauwelt.
Er engagierte sich insbesondere für die Stadtbauwelt und belebte den Diskurs zu städtebaulichen Themen in einer globalisierten Welt; mit vielen renommierten Autoren aus den jeweiligen Städten publizierte er Dokumentationen großer Städte, insbesondere zu Lodz, Bukarest, Algier, Detroit, Magnitogorsk, Hongkong, Tiflis und Marseille.
Felix Zwoch starb am 10. Februar 2014 in Berlin und wurde auf dem dortigen Friedhof Wilmersdorf (Abt. D 2) beigesetzt.

## Publikationen
- Hrsg. mit Klaus Novy: Nachdenken über Städtebau: Stadtbaupolitik, Baukultur, Architekturkritik, Bauwelt Fundamente Bd. 93, Vieweg: 1991, ISBN 3-528-08793-5
- Hrsg. mit Martina Düttmann: Bauwelt Berlin Annual 1996: Chronik der baulichen Ereignisse 1996–2001, Birkhäuser: Basel, 1997, ISBN 978-3-7643-5663-7
- Hrsg. mit Martina Düttmann: Bauwelt Berlin Annual 1997: Chronik der baulichen Ereignisse 1996–2001, Birkhäuser: Basel, 1998, ISBN
- Hrsg. mit Martina Düttmann: Bauwelt Berlin Annual 1998: Chronik der baulichen Ereignisse 1996–2001, Birkhäuser: Basel, 1999, ISBN
- Hrsg. mit Martina Düttmann: Bauwelt Berlin Annual 1999/2000. Chronik der baulichen Ereignisse 1996–2001, Birkhäuser: Basel, 2000, ISBN 978-3-7643-6278-2